# 国际热核聚变实验反应堆
国际热核聚变实验反应堆（英語：International Thermonuclear Experimental Reactor）是国际核聚变研究和巨型工程，将成为世界上最大的磁约束等离子体物理学实验，这是目前正在建设世界上最大的实验性托卡马克核聚变反应堆，邻近于法国南部的卡达拉舍设施。ITER工程的目标是从等离子体物理实验研究，到大规模电力生产的核聚变发电厂的期待已久的转变。“ITER”在拉丁文意为“道路”，因此这个实验的缩写“ITER”也意味着和平利用核聚变能源之路。
它建立在由TFTR、歐洲聯合環狀反應爐（JET）、JT-60、T-15、EAST和KSTAR等装置所引导的研究之上，并将显著的超越所有前者。此项目预期将持续30年：10年用于建设，20年用于运行，总花费大约100亿欧元。
该项目是由七个成员实体资助和运行，欧盟、印度、日本、中华人民共和国、俄罗斯、韩国和美国。欧盟作为ITER设施的主办方，贡献的费用有45％左右，其他六方各贡献约9％。2016年，ITER组织与澳大利亚国家核聚变机构签署了技术合作协议，使该国可获得ITER的研究成果，以换取ITER机器选定部分的建设。
ITER托卡马克综合设施的建设始于2013年，至2015年6月，建筑成本已超140亿美元。截至2021年5月，ITER对第一等离子体的完成率接近75%，并将于其后数年开始尝试启动反应堆。预计于2025年正式开始等离子体实验，2035年进一步开始进行全氘 - 氚聚变实验。

## 背景
核融合发电有可能提供足够的能量，以满足不断增长的需求，和以可持续的方式做到这一点，并且对环境相对较小的影响。
核聚变有许多潜在的吸引力。首先，它的燃料氢的同位素是相对丰富的，必要的同位素燃料之一——氘，可从海水中提取，而另一种同位素燃料——氚，也可能会被使用在核聚变反应本身产生的中子来生成。此外，相对于传统的核反应堆所产生的污染物，它的其他放射性废料产物的寿命很短。
在2006年11月21日，七个成员正式同意资助创造核聚变反应堆。该计划预计将持续30年 —— 10年建造，和20年运行。ITER最初预计将耗资约50亿歐元，但是，原材料价格的上涨和所看到的最初设计的变化，这一数额已经超过三倍而达到了160亿歐元。反应堆预计需花费10年时间建造并计划在2019年完成。地点在法国的卡达拉舍，并已经开始采购大型部件。
核聚变世界记录是被保持在1997年的欧洲联合环形加速器（Joint European Torus，缩写JET），输出是16MW，总输入24MW（聚变能量增益因子Q值=0.67），持续不到一秒钟。国际热核实验堆的设计，是生产10倍的回报（Q值=10），从50MW的输入功率上生产出约500MW的聚变功率，长脉冲持续时间为400~600秒，通过在其约840立方米的反应室聚变约0.5g氘/氚混合物。虽然ITER计划预计将产生（在热的形式）的能量比消耗的来加热等离子体到聚变温度的能量高出10倍以上，它所产生的热量将不被用于产生任何电力。但是作为在历史上所有的聚变实验中的第一个产生净能源的，这将为可以这样的机器做准备之路。

## 历史

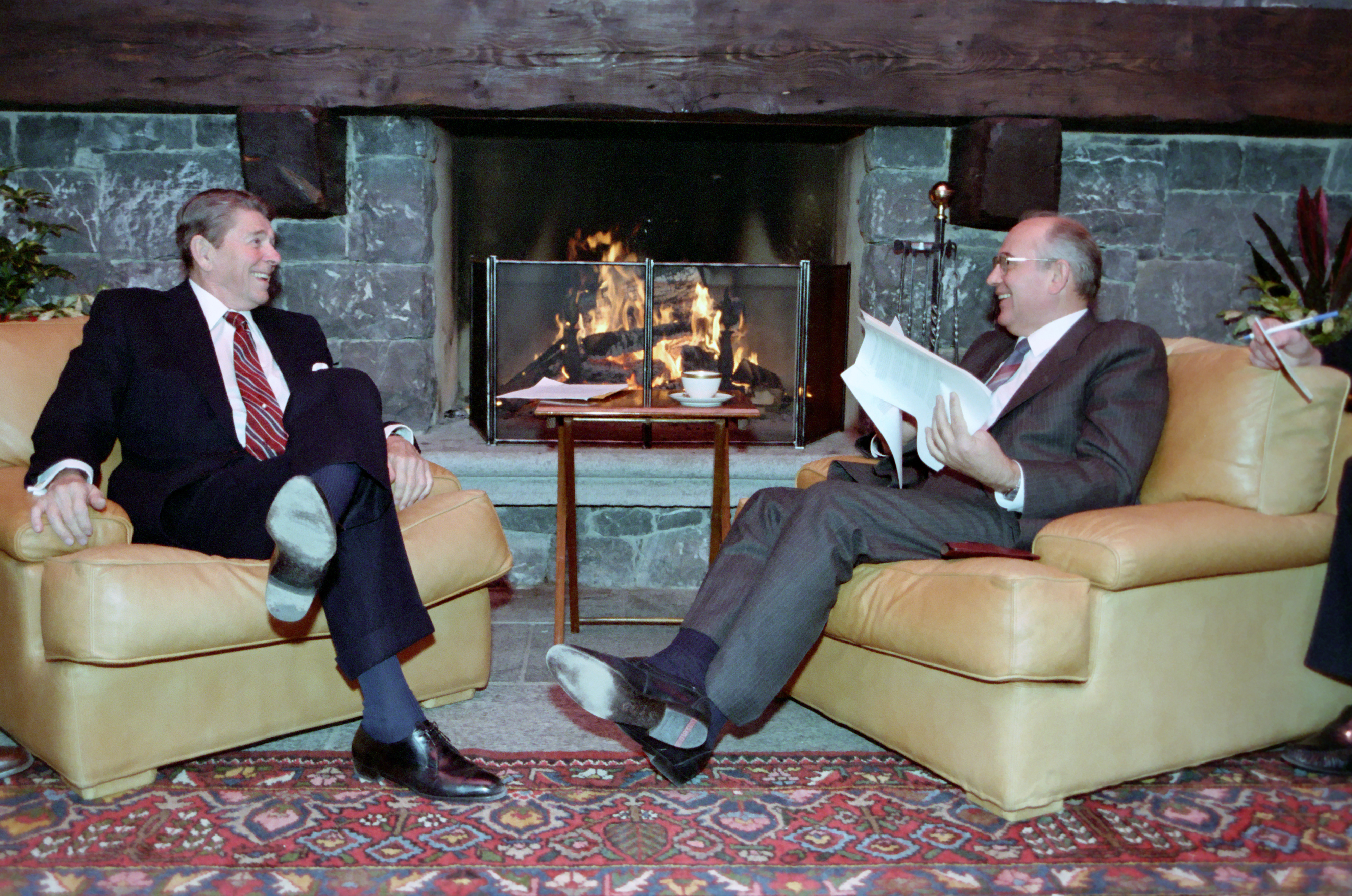
里根和戈尔巴乔夫在1985年日内瓦首脑会议。

国际热核聚变实验反应堆开始于1985年，里根-戈尔巴乔夫倡议的苏联，欧盟（通过欧洲原子能共同体），美国和日本平等的参与在1988年-1998年的初步设计阶段。
这个项目下一阶段的合作包括建设一个磁核聚变研究的示范反应堆。当时，苏联、欧盟、美国、和日本都在持续进行磁核聚变研究。进行下一步的核聚变研究将超出了任何主要国家的预算，并且国际合作是很有益的。
经过早期的概念和工程上的设计阶段，2001年在国际原子能机构的主持下产生了一个可被接受的详细设计，ITER成员投入了6.5亿美元研发资金用来进行实用性的研究。后来俄罗斯取代了前苏联的位置，美国曾于1999年到2003年之间退出，加拿大于2003年退出，而中国和韩国则加入参与开发研究，印度在2005年12月也加入了该计划。
2006年5月24日，参加这一项目的欧盟、美国、中国、日本、韩国、俄罗斯和印度7方代表草签了一系列相关合作协议，标志着这项计划开始启动。欧盟承担50%的费用，其余6方分别承担10%，超出的10%用于支付建设过程中由于物价等因素造成的超支。11月21日，参加国际热核聚变实验反应堆计划的7方代表在法国总统府正式签署了联合实验协定及相关文件。
2007年9月24日，中国作为第七个参与国批准了该协定，这意味着三十天后即2007年10月24日开始，国际热核聚变实验反应堆合作协定正式开始实施，国际热核实验反应堆组织也于当天正式成立。
2020年7月28日，ITER 反應爐正式進入最後五年組裝階段，法國總統馬克龙表示，世界上最偉大的進步，往往源自於大膽的賭注與坎坷之路。

## 目标

核融合產生的能量極大抵過10萬座核分裂式核電廠

国际核融合实验堆的使命是展示核融合发电的可行性，并证明它可以不造成负面影响。具体而言，该项目的目标是：
- 由核融合加热而即时产生多于所提供的辅助加热十倍的热能（聚变能量增益因子为10）。
- 产生一个聚变能量增益因子Q值超过5的稳定状态的電漿體。
- 维持480秒的核融合脈衝。
- 可能点燃“燃烧的”（自我维持的）電漿體。
- 开发核融合發電廠所需的技术和程式：包含超导磁体（以俄国T-15（英语：T-15 (reactor)）为领先），及遥控技术（由机器人实现）。
- 为了验证氚增殖(Tritium breeding)概念。
- 完善中子遮擋/热转换技术（大部分在D+ T核融合反应的能量被以快中子的形式释放）。

## 反应堆的规格
计划中的等离子体的参数：
- 等离子体大半径：6.2m
- 等离子体小半径：2.0m
- 等离子体容量：840m3
- 等离子体电流：15.0MA
- 轴向环形磁场强度：5.3T（特斯拉）
- 聚变功率：500MW
- 等离子体维持时间：>400秒
- 能量倍增因数（Q值）：>10

（来源：www.iter.org）

## 时间轴和现状

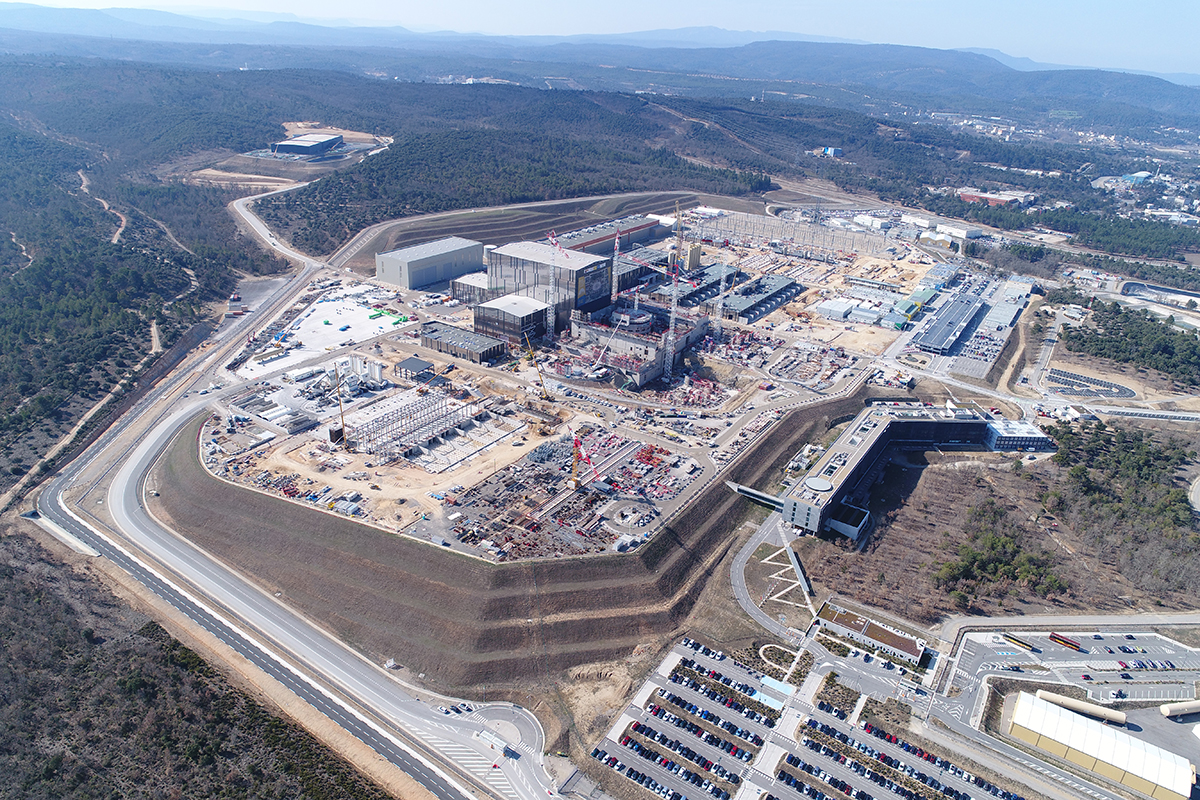
ITER场地的鳥瞰圖，在2018年

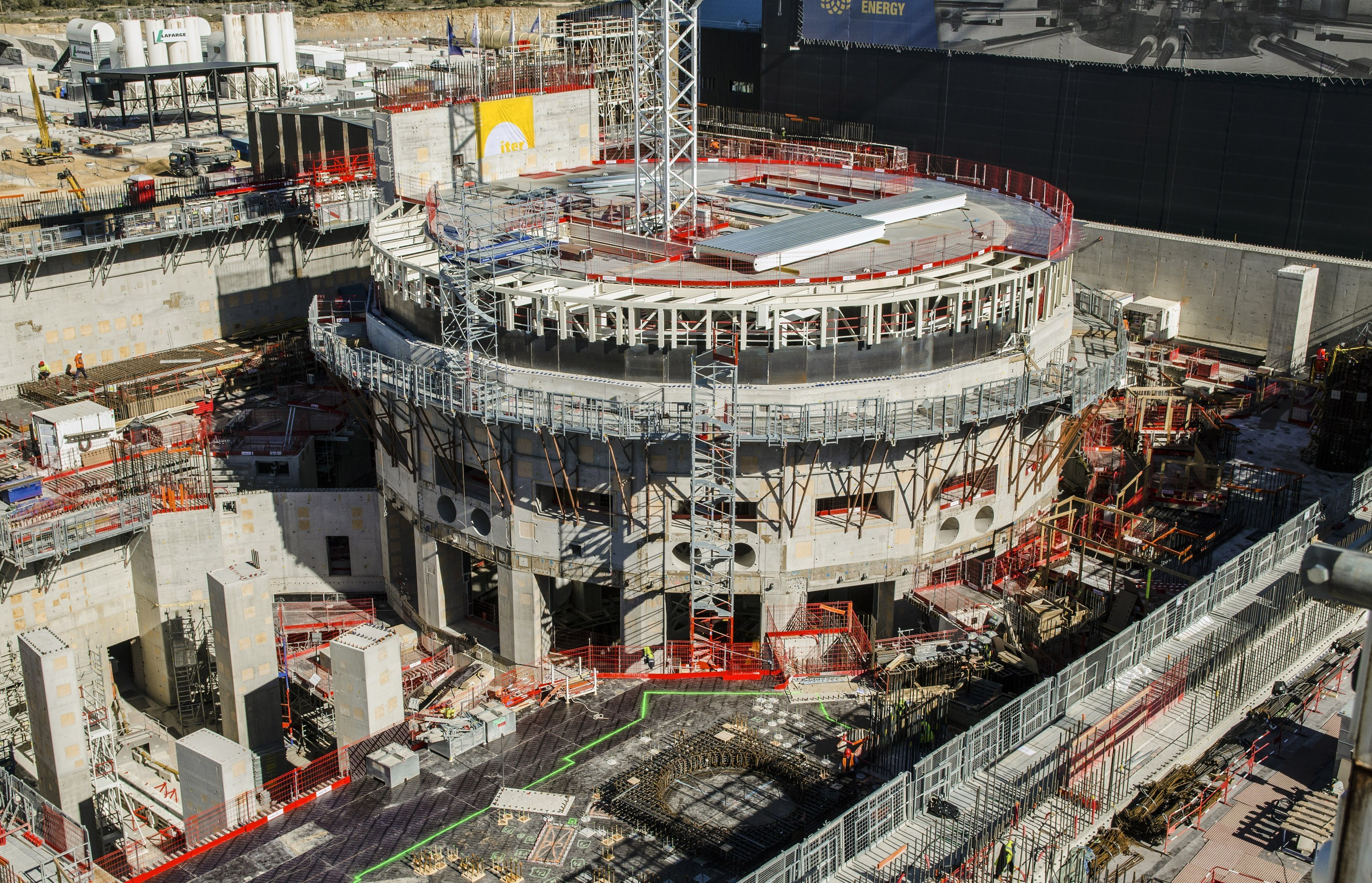
ITER的建設狀況，在2018年

1978年，欧共体，日本，美国和苏联加入了由国际原子能机构（IAEA）主持的国际托卡马克反应堆（INTOR）研讨会，以评估磁聚变的准备进展到实验电力反应堆（experimental power reactor，缩写：EPR）阶段，以确定必须进行的进一步的研发，并通过概念设计来确定这种EPR的特性。
每个参与国的数百名聚变科学家和工程师参加了关于EPR要求的托卡马克约束概念的当前状况的详细评估，并在1980年初确定了所需的研发，并在1981年的年中制定了概念设计。
时间轴：
- 在1985年推出，[23]ITER项目正式被同意并资助于2006年按照一个成本估算为€100亿欧元（$128亿美元）预测施工开始于2008年，10年后完成。[10]
- 1988年概念设计活动执行从1988年[24]至1990年。
- 1992年工程设计活动正式开始[25]。
- 1998年。在6月，工程设计活动“最终设计”获得批准[26]。
- 2001年。在6月， “成本削减”“ITER-FEAT”设计得到了同意[27]。
- 2006年。 ITER项目被正式同意并被资助，预计2008年将开始建设，预计成本为100亿欧元（128亿美元），并在十年后完成。[10]
- 然而，在2013年，该项目的运行已有许多拖延和预算超支。这一设施现在仍预计没有开始运营直到2027年 - 在最初预期的11年后。[9]
- 2013年5月，ITER反應堆土木工程合約由法國萬喜公司投得，隨即動工。
- 在2014年2月，《纽约人》杂志公布了ITER管理评估报告，列出11必需的建议，例如：“创建项目文化”，“灌输核安全文化”，“发展一个现实的ITER项目计划”和“简化并减少官僚作风”。[28]美国考虑退出，但2015年仍然资助ITER。[29]
- 2015年11月，项目审查得出结论，时间表可能需要延长至少6年;（例如，2026年的第一个等离子体）[30]。
- 2016年伊朗原子能组织完成了伊朗参加ITER的初步工作[31]。
- 2019年7月完成了低温恒温器底座和底部柱体的安装，为托卡马克的安装铺平了道路。低温恒温器由印度制造，体积高达1.6万立方米，直径和高度都接近30米，重达3850吨。由于体积过大，低温恒温器分成了四部分：底座、底部柱体、上部柱体和顶盖。至此，ITER已经完成了 65% 的工作。[32]
- 2020年7月28日，国际热核聚变实验堆托卡马克装置安装工程啟動[33]。

| 日期       | 事件 |
| ---------- | --- |
| 2006-11-21 | 7个成员正式同意资助建造一个核聚变反应堆。 |
| 2008       | 场地整理开始, ITER日程的开始。 |
| 2009       | 场地整理完成。 |
| 2010       | 托卡马克建筑的挖掘开始。 |
| 2013       | 托卡马克建筑的施工开始。 |
| 2015       | 托卡马克组装开始，但时间表至少要延长六年。 |
| 2017       | 组装大厅准备好 |
| 2018-2025  | 组装与集成： - 2018年12月：混凝土支撑工作完成。 - 2019年7月：低温恒温器底座和底部柱体由零件组装而成。 - 2020年11月（已计划）：开始一起焊接真空容器 - 2022年6月（已计划）：真空容器被安装完成。 - 2023年11月（已计划）：开始安装中央螺线管 |
| 2025       | - 已计划：组装结束； 调试阶段开始 - 已计划：成就第一个等离子体。 |
| 2035       | 已计划：启动氘-氚运行。 |

## 成员

35个国家参加的ITER项目.

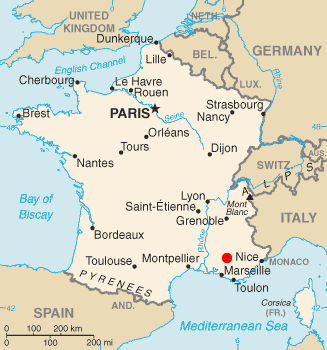
法国卡达拉舍的位置（红点标记）。

### 当前成员
- 奥地利
- 比利时
- 保加利亚
- 中國
- 賽普勒斯
- 捷克
- 丹麦
- 爱沙尼亚
- 芬兰
- 法國
- 德国
- 希腊
- 匈牙利
- 印度
- 愛爾蘭
- 義大利
- 日本
- 拉脫維亞
- 立陶宛
- 盧森堡
- 馬爾他
- 荷蘭
- 波蘭
- 葡萄牙
- 羅馬尼亞
- 俄羅斯
- 斯洛伐克
- 斯洛維尼亞
- 西班牙
- 瑞典
- 瑞士
- 英国
- 美国

## 地点
2005年6月28日，参与实验项目的中国、俄罗斯、欧盟、韩国、美国、日本在俄罗斯莫斯科最终签订协议，决定在法国南部普罗旺斯-阿尔卑斯-蓝色海岸大区（Provence-Alpes-Côte-d'Azur）的卡达拉舍（Cadarache，位于马赛附近）建造实验反应堆。国际热核聚变实验反应堆设施的建设开始于2007年，而托卡马克装置本身的组装被规划开始于2015年。
聚变能源（Fusion for Energy）是负责该项目的欧洲贡献的欧洲联盟机构，位于西班牙巴塞罗那。

## 聚变功率

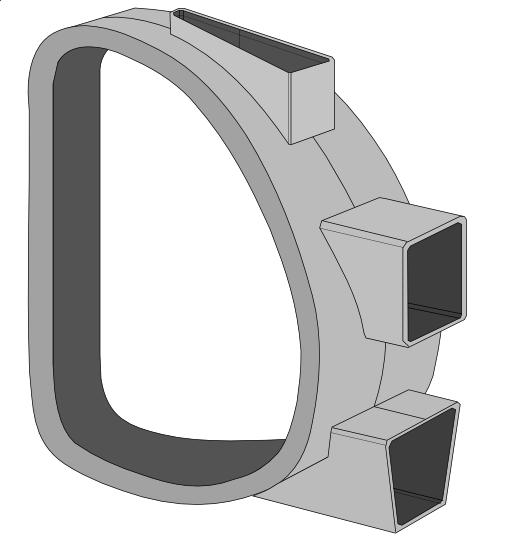
一个单元的等离子容器壁。

ITER将使用环形加速器产生温度超过10亿摄氏度的氢等离子体，它将产生大约5億瓦特（500 MW）的核聚变能量，维持大约500秒。相比较而言欧洲联合环形加速器（Joint European Torus，缩写：JET）的最高纪录不过是 16 MW 维持了不到1秒。ITER将不会（直接）产生电力。

## 远景
是介于当前的等离子体物理研究，和未来的核聚变发电站之间的试验性步骤，将为在2025年建设第一座可商业运行的等离子发电设备做好技术准备。
这个计划在其30年的运转周期，预料会耗费大约100亿欧元，因此该项目成为人类有史以来继国际空间站之后第二昂贵的国际科学合作项目。
与同时运行的项目是国际聚变材料放射测试设施项目（International Fusion Materials Irradiation Facility）。用来测试未来开发核聚变电站所要用的一些材料，这些材料适合于在极端状况下工作。还计划建成一座能够发电的示范性发电站：示范发电站项目（在英语中有「演示」的意思）。此后，一座原型电站将首次进行商用发电。

## 批评和回应
整个项目曾经历包括绿色和平在内的环境组织的反对，他们认为ITER项目是“疯狂而愚蠢的行为”并宣称“核聚变拥有核电站所有隐患，包括产生核废料以及核泄漏的风险”。
但是依據物理數據，核融合相較於核分裂，產生的廢料微乎其微，並且由氘和氚所反應而產生的是氦，不會產生溫室氣體或直接核廢料，僅會產生衣物等二等核廢料，在經過適當處理後便不會造成危害。

## 类似的项目
ITER的前身是欧洲联合环形加速器（JET）和Tore Supra。
其他规划的及建议的聚变反应堆包括：
- 示范发电站（英语：DEMOnstration Power Station）（DEMO）项目[49]，
- PROTO(聚变反应堆)（英语：PROTO (fusion reactor)）
- 文德尔施泰因7-X（Wendelstein 7-X），[50]
- 國家點火設施（NIF）,[51]
- Laser Mégajoule（英语：Laser Mégajoule） (LMJ).[52]
- HiPER（英语：HiPER）,[53]
- MAST（英语：Mega Ampere Spherical Tokamak）,[54]
- 中国聚变工程实验堆：一个200 MW的托卡马克装置[55][56][57][58]。